# (21704) Mikkilineni
(21704) Mikkilineni (1999 RD85) – planetoida z pasa głównego asteroid okrążająca Słońce w ciągu 5,15 lat w średniej odległości 2,98 j.a. Odkryta 7 września 1999 roku.